# JHTML
JHTML ist die Abkürzung für Java HTML und beschreibt eine Möglichkeit, Java-Programme in Webseiten einzubinden. Dabei wird in einer Datei sowohl HTML als auch Java-Quellcode, jeweils entsprechend gekennzeichnet, geschrieben. Dies ist ähnlich PHP oder Microsofts Active Server Pages.
Auf Anfrage von dem Webserver wird diese dann in eine Java-Quelltextdatei (.java) umgewandelt, kompiliert (Datei mit Endung .class), von einem Java-tauglichen Application Server ausgeführt und schließlich die so entstandene HTML-Datei an den Webserver zurückgegeben. 
Die Endung von JHTML-Dateien ist typischerweise .jhtml. Mittlerweile werden Java und HTML jedoch wesentlich häufiger durch JavaServer Pages miteinander kombiniert.